# Star Trek: Voyager
Star Trek: Voyager – czwarty serial aktorski z serii Star Trek. Został stworzony przez Ricka Bermana, Michaela Pillera i Jeri Taylor. 
Pierwotnie nadawany w sieci UPN w latach 1995–2001. W Polsce był najpierw emitowany w wersji dubbingowanej przez Canal+ (pierwsze cztery sezony, od 1997 ), potem zaś przez TV4 (od 2000).

## Fabuła
Serial opowiada o przygodach załogi statku Voyager NCC-74656 (jednego z najnowszych okrętów Zjednoczonej Federacji Planet), który w trakcie ścigania galaktycznych anarchistów Maquis został przeniesiony przez nieznaną siłę do odległego sektora kosmosu – Kwadrantu Delta. Załoga postanawia wrócić na Ziemię, lecz podróż nawet z maksymalną prędkością warp potrwałaby minimum 75 lat.
Załoga składa się częściowo z oficerów floty, a częściowo z Maquis, których Voyager początkowo ścigał. Napięcia na linii Maquis - Gwiezdna Flota są osią napędową pierwszego sezonu serialu. W pierwszych dwóch seriach ważną rolę odgrywa demoniczna Seska, kardasjańska agentka chirurgicznie zmieniona w bajorankę, której zadaniem było infiltrowanie Maquis.
Załoga spotyka na swej drodze znanych im Ferengi, Borg, Q, lecz także np. niebezpieczny Gatunek 8472.

## Obsada
- Kate Mulgrew (polski dubbing: Ewa Kania) jako Kathryn Janeway – kapitan, córka admirała Gwiezdnej Floty;
- Robert Beltran (Cezary Morawski) jako Chakotay – pierwszy oficer, komandor;
- Roxann Dawson (Anna Apostolakis) jako B’Elanna Torres – półkrwi klingonka, główny inżynier;
- Jennifer Lien (Elżbieta Jędrzejewska) jako Kes  – pielęgniarka z rasy Ocampa;
- Robert Duncan McNeill (Wojciech Paszkowski) jako Tom Paris – człowiek, pilot-nawigator;
- Ethan Phillips (Mieczysław Morański) jako Neelix – Talaxianin, kucharz i przewodnik Voyagera przez nieznaną przestrzeń;
- Robert Picardo (Włodzimierz Press ) jako Awaryjny Hologram Medyczny – lekarz pokładowy;
- Tim Russ (Marcin Troński) jako Tuvok – Wolkanin, oficer taktyczny (szef ochrony);
- Garrett Wang (Tomasz Kozłowicz) jako Harry Kim – człowiek, oficer operacyjny;
- Jeri Ryan (Dorota Landowska) jako Siedem z Dziewięciu – kobieta uratowana z kolektywu Borg

W pozostałych rolach i epizodach wystąpili m.in.: Brad Dourif, John Savage, John Rhys-Davies, Kurtwood Smith, Leland Orser, Ray Wise, Gregory Itzin, Dwayne Johnson, Megan Gallagher, Virginia Madsen, Joel Grey, Michael Ansara, Sharon Lawrence, Kristanna Loken oraz obsada poprzednich serii Star Trek: John de Lancie, Marina Sirtis, LeVar Burton, Armin Shimerman, Jonathan Frakes, George Takei.

## Odbiór
W agregatorze recenzji Rotten Tomatoes ogólny wynik serialu wyniósł 76%, a liczba zebranych recenzji to 56. Z kolei w agregatorze Metacritic, średnia ważona ocen z 10 recenzji wyniosła 66 punktów na 100.